# Janne Schaffer

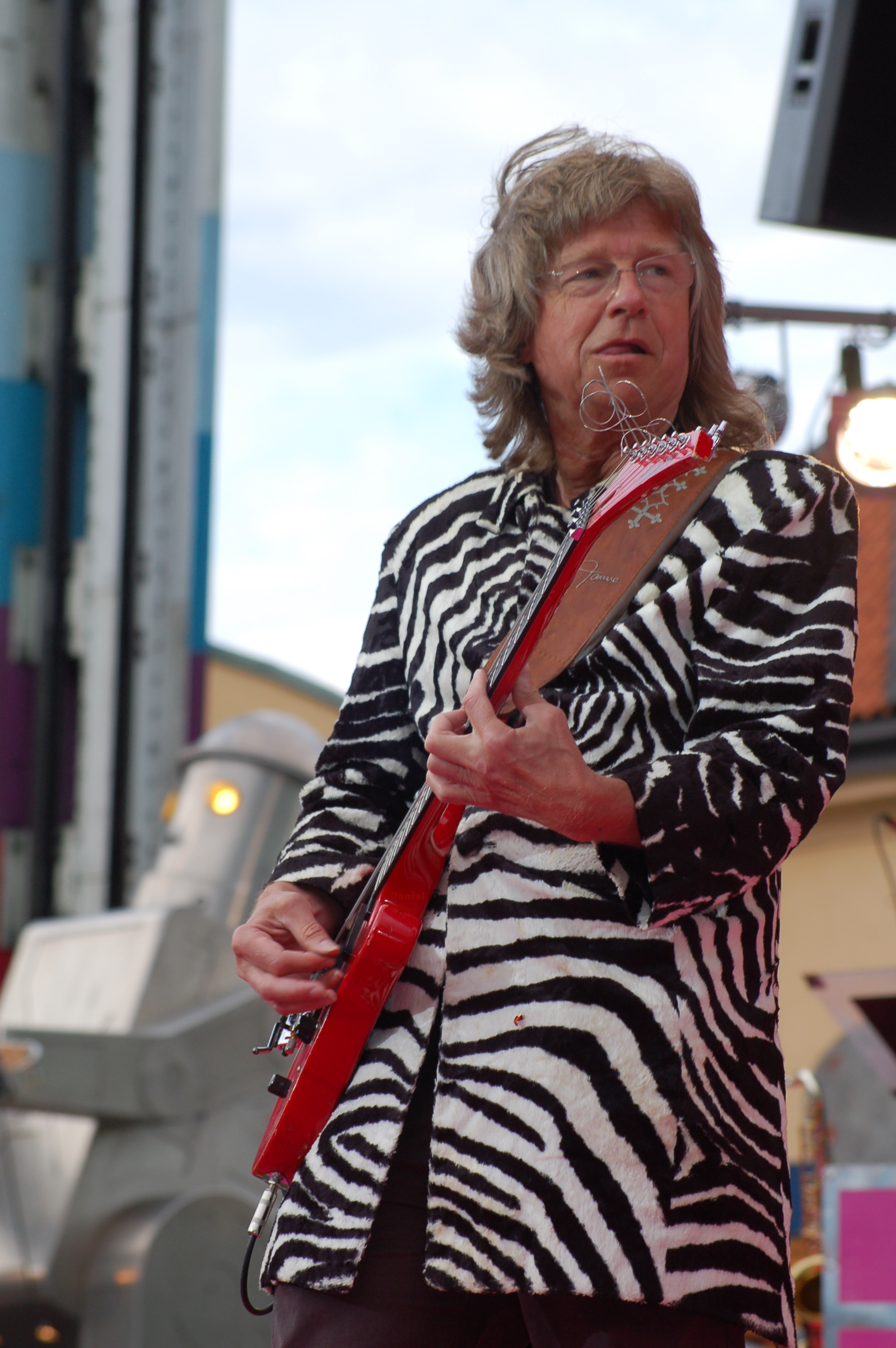
Janne Schaffer som "Zebran" spelar med Electric Banana Band på Sommarkrysset 2008.

Jan Erik Tage "Janne" Schaffer, född  24 september 1945 i Sankt Görans församling, Stockholm, är en svensk gitarrist och kompositör. Han är en av Sveriges mest ansedda elgitarrister. Han uppträder såväl som solist som gitarrist åt andra artister, både på scen och som studiomusiker, och förekommer på cirka 5000 inspelningar. Han har under sin karriär hunnit med uppdrag för bland andra Abba, Toto och Bob Marley samt för en uppsjö av svenska artister, bland andra Björn J:son Lindh och Ted Gärdestad, och har dessutom haft en betydande solokarriär.

## Biografi
Schaffer är son till Tage Schaffer (1908-1980) och pianopedagogen Berit Fåhraeus (1912-1990) och uppvuxen i Blackeberg i Stockholm. Han försökte sig på piano under skoltiden, men nådde ingen framgång. Det var först när han bytte till gitarr som han på allvar började utvecklas musikaliskt. Sin första gitarr tillverkade han i träslöjden i skolan. Det första bandet bildade han redan under skoltiden med kamrater från Blackeberg. Han var tillsammans med bland andra Ted Åström medlem i The Sleepstones och senare Attractions. Han spelade under 1960-talet även med artister som Gunnar Wiklund och Björn Skifs. Det ledde till arbete med än större artister, och han förekom som gitarrist på såväl Ted Gärdestads som Abbas skivor.
1973 påbörjade han sin solokarriär och även samarbetet med Björn J:son Lindh, ett samarbete som fortgick ända till den sistnämndes död i december 2013. Schaffer har varit medlem i flera grupper, såsom Hörselmat som han startade 1973 tillsammans med J:son Lindh. Han har även varit med i grupperna Grapes of Wrath, Pop Workshop, Dynamite Brass, Opus III, Svenska Löd AB!, Baltik, Ablution, Mads Vinding Group, Midnattsensemblen Paramount, Ralph Lundsten And The Andromeda All Stars och Harlequin. 1980 bildade Schaffer Electric Banana Band tillsammans med Lasse Åberg och Klasse Möllberg, där han komponerade melodier till Åbergs texter. Gruppen rönte enorma framgångar med låtar som "Banankontakt", "Olyckans sång" och "Zwampen". Många av gruppens låtar handlar om miljö och natur. Schaffer har haft ett engagemang i miljöfrågor sedan 1960-talet, då han skrev en uppsats om Rachel Carsons bok Tyst vår. Han har också medverkat som sig själv i en reklamfilm för Gevalia 2010.

## Priser och utmärkelser
- 1989 – Grammis för ”Årets instrumentala produktion” med albumet Electric Graffiti[7]
- 1999 – Albin Hagströms Minnespris[8]
- 2005 – Illis Quorum[9] med motivering bland annat att ”Janne Schaffer har publik i alla generationer och att han också är betydelsefull som pedagog och inspiratör”
- 2010 – S:t Eriksmedaljen[10]
- 2023 – Litteris et Artibus[11] "För framstående konstnärliga insatser inom svenskt musikliv".

## Uppträdande
Janne Schaffer är liksom en del andra gitarrister (Angus Young till exempel) känd för att uttrycka sig genom att grimasera när han spelar. I Schaffers fall sker detta genom att han rör tungan på ett karakteristiskt sätt.

## Utrustning
Den elgitarr som Schaffer primärt använt sedan 30 år tillbaka, till exempel i sina framträdande med kultgruppen Electric Banana band, är en röd Larrivée med EMG single coil pickuper. Gitarren blev stulen i maj 2018 men återfanns i januari 2020. En annan berömd gitarr ur Janne Schaffers samling är en Gibson Les Paul från 1959 som bland annat kan höras på den första soloplattan. I förstärkarväg är det Peavey som används mest.

## Diskografi
- 1973 – Janne Schaffer
- 1974 – Janne Schaffer's Andra LP
- 1974 – The Chinese
- 1976 – Katharsis
- 1978 – Earmeal
- 1980 – Presens
- 1982 – Blå Passager och Röda Vågor
- 1985 – Traffic
- 1987 – Hörselmat med Gävleborgs Symfoniorkester
- 1988 – Electric Graffiti
- 1989 – Julglöd (tillsammans med Leif Strand, Bo Westman och Nacka Sångensemble)
- 1989 – Katharsis & Earmeal Med Janne Schaffer 1976–1979 (samlingsalbum)
- 1990 – Tid brusa (med Björn J:son Lindh och Gunnar Idenstam)
- 1992 – Ögonblick
- 1993 – Mellan sol och måne 73–93 (samlingsalbum)
- 1995 – Av Ren Lust
- 1996 – Tunga låtar 73-96 (samlingsalbum)
- 1996 – Lugna låtar 80-95 (samlingsalbum)
- 2000 – Den hela människan (musik från filmen Hälsoresan), (med Björn J:son Lindh och Electric Banana Band)
- 2000 – På andra sidan månen
- 2002 – Nära i sommarnatten (samlingsalbum)
- 2002 – Julglöd (tillsammans med Björn J:son Lindh, Leif Strand och Nacka Sångensemble)
- 2004 – Överblick (samlingsalbum)
- 2005 – Med Betoning på Ljus (samlingsalbum)
- 2009 – Stämningsfullt – En vinterresa (samlingsalbum)
- 2010 – Music Story (samlingsbox)
- 2013 – Musik / Schaffer Text / Åberg (tillsammans med Lasse Åberg)
- 2015 – Vatten (tillsammans med Just D)
- 2018 – Gudsfavorit (tillsammans med Dogge Doggelito & El Gael)
- 2023 – Janne Schaffer & Herr Allansson Band - Live!

### Prog, fusion och jazz-projekt
- Svenska Löd AB: Hörselmat (1971)
- Gabor Szabo: Small World (1972)
- Gugge Hedrenius Big Blues Band: Blues Of Sweden (1972)
- Anthony 'Reebop' Kwaku Bah: Anthony 'Reebop' Kwaku Bah (1973)
- Jazz Meeting 1. (1973, also released under the title Phunky Physicist. Featuring Lee Schipper.)
- Rune Gustafsson: Killing Me Softly (1973)
- Pop Workshop: Vol. 1. (1973)
- Pop Workshop: Song Of The Pterodactyl (1974)
- Gugge Hedrenius Big Blues Band: Blues Of Stockholm (1974)
- Art Farmer: A Sleeping Bee (1974)
- Ablution: Ablution (1974)
- Rune Gustafsson: On A Clear Day (1976)
- Gugge Hedrenius Big Blues Band: Blues Of Europe (1976)
- Mads Vinding Group Featuring Janne Schaffer: Danish Design (1977)
- Various: Montreux Summit, Volume 1 (1977)
- Rune Gustafsson:  Move (1977)
- Gabor Szabo: Belsta River (1979)
- Allen Vizzutti: Rainbow  (1981)
- Oriental Wind: Bazaar (1981)
- Hector Bingert – Don Menza: El Encuentro (1983)
- Putte Wickman: Desire (1984)
- Urban Agnas: Bilder Från En Ö (1984)
- Putte Wickman: Mr Clarinet (1985)
- Lennart Åberg: Green Prints (1986)
- Monica Dominique: Swedish Love In The Southern Bronx (1986)
- Leif Strand: New Age / De 12 Årstiderna (1986)
- Andreas Vollenweider: Dancing With The Lion (1989)
- String Along With Basie: Rune Gustafsson Featuring Jan Schaffer, Georg Wadenius, Niels-Henning Ørsted Pedersen (1989)
- Isildurs Bane – The Voyage (A Trip To Elsewhere) (1992)
- Thomas Darelid – 10 Sånger Utan Sång (1992)
- Rune Gustafsson: Rune Gustafsson (1993)
- Isildurs Bane: Cheval - Volonté De Rocher (2002)
- Ola Melander Featuring Georg Wadenius, Janne Schaffer, Sofi Hellborg, Blue Marmelade Band: Blue Marmelade (2011)

## Filmmusik
- 1970 – Förpassad
- 1974 – Flossie
- 1979 – Repmånad eller Hur man gör pojkar av män
- 1998 – EBB the Movie – djungelns kojigaste rulle (tillsammans med Lasse Åberg)
- 1999 – Hälsoresan – En smal film av stor vikt (tillsammans med Björn J:son Lindh)
- 2011 – The Stig-Helmer Story (tillsammans med Björn J:son Lindh)